# 부기우기66
〈부기우기 66〉 (일본어: ブギウギ)는 J-pop 그룹인 w-inds.의 20번째 싱글 작품이다.

## 수록곡
1. 부기우기 (ブギウギ66)
2. Drive-Me-Crazy
3. If...
4. 부기우기 66(ブギウギ66) (Instrumental)

## 타이업
부기우기 66: NTV 《스폰츄》 9월 엔딩테마 송, MTV Buzz asia, Mnet 《MKMF 2006》 퍼포먼스 송

## 차트
- 오리콘 차트 5위를 기록하였다.